# Elecciones municipales de 2019 en Betanzos
Las elecciones municipales de 2019 se celebraron en Betanzos el domingo 26 de mayo, de acuerdo con el Real Decreto de convocatoria de elecciones locales en España dispuesto el 1 de abril de 2019 y publicado en el Boletín Oficial del Estado el 2 de abril. Se eligieron los 17 concejales del pleno del Ayuntamiento de Betanzos, a través de un sistema proporcional (método d'Hondt), con listas cerradas y un umbral electoral del 5 %.

## Resultados
Tres candidaturas obtuvieron representación: la candidatura más votada, la del Partido dos Socialistas de Galicia-PSOE, obtuvo 10 concejales, por 6 concejales de la lista del Partido Popular y 1 único concejal del Bloque Nacionalista Galego. Como consecuencia de estos resultados, fue investida alcaldesa por mayoría absoluta la candidata socialista, María Barral Varela. Los resultados completos se detallan a continuación:
| Candidatura                                  | Candidatura                                          | Votos  | %                               | Concejales                      |
| -------------------------------------------- | ---------------------------------------------------- | ------ | ------------------------------- | ------------------------------- |
|                                              | Partido dos Socialistas de Galicia-PSOE (PSdeG-PSOE) | 3274   | 45,57                           | 10                              |
|                                              | Partido Popular (PP)                                 | 2102   | 29,26                           | 6                               |
|                                              | Bloque Nacionalista Galego (BNG)                     | 652    | 9,08                            | 1                               |
| Betanzos Novo - Mareas locais (BN)           | Betanzos Novo - Mareas locais (BN)                   | 348    | 4,84                            | 0                               |
| Unidas Podemos - Esquerda Unida (Podemos-EU) | Unidas Podemos - Esquerda Unida (Podemos-EU)         | 306    | 4,26                            | 0                               |
| Ciudadanos - Partido de la Ciudadanía (Cs)   | Ciudadanos - Partido de la Ciudadanía (Cs)           | 273    | 3,80                            | 0                               |
| Betanzos en Común (BZeC)                     | Betanzos en Común (BZeC)                             | 151    | 2,10                            | 0                               |
| Votos en blanco                              | Votos en blanco                                      | 78     | 1,09                            | n/a                             |
| Votos válidos                                | Votos válidos                                        | 7184   | 100,00                          | 17                              |
| Votos nulos                                  | Votos nulos                                          | 91     | Participación: \| \| 68,43 % \| | Participación: \| \| 68,43 % \| |
| Votantes                                     | Votantes                                             | 7275   | Participación: \| \| 68,43 % \| | Participación: \| \| 68,43 % \| |
| Electores                                    | Electores                                            | 10 632 | Participación: \| \| 68,43 % \| | Participación: \| \| 68,43 % \| |
|                                              | 68,43 %                                              |        |                                 |                                 |

## Concejales electos
Relación de concejales electos:
| N.º | Nombre                           | Lista | Lista      |
| --- | -------------------------------- | ----- | ---------- |
| 1   | María Barral Varela              |       | PSdeG-PSOE |
| 2   | Cecilia Vázquez Suárez           |       | PP         |
| 3   | Diego Fernández López            |       | PSdeG-PSOE |
| 4   | Andrés Teijo Hermida             |       | PSdeG-PSOE |
| 5   | Susana Fernanda Golpe Veiga      |       | PP         |
| 6   | María de los Ángeles Veiga López |       | PSdeG-PSOE |
| 7   | José Ángel Rodríguez Prieto      |       | PP         |
| 8   | María Jesús Regueiro Sánchez     |       | PSdeG-PSOE |
| 9   | Henrique del Río Otero           |       | BNG        |
| 10  | Ana Belén Veiga Pita             |       | PSdeG-PSOE |
| 11  | María Vanessa Seijo Siso         |       | PP         |
| 12  | Mónica Carneiro Cid              |       | PSdeG-PSOE |
| 13  | José Manuel Manso Naveira        |       | PP         |
| 14  | José Luis Lagares Crespo         |       | PSdeG-PSOE |
| 15  | Pablo Beade Pérez                |       | PSdeG-PSOE |
| 16  | Eduardo Rodríguez Teijo          |       | PP         |
| 17  | Andrés Pandelo Torres            |       | PSdeG-PSOE |